# Campionat britànic de trial 1952
La temporada de 1952 del Campionat britànic de trial fou la 3a edició d'aquest campionat, organitzat per l'ACU. El calendari oficial constava de 30 proves puntuables.

## Classificació final
| Posició | Pilot          | Motocicleta   | Punts |
| ------- | -------------- | ------------- | ----- |
| 1       | Bill Nicholson | BSA           | 85    |
| 2       | Gordon Jackson | AJS           | 81    |
| 3       | John Brittain  | Royal Enfield | 72    |
| 4       | John Draper    | Norton/BSA    | 72    |
| 5       | David Tye      | BSA           | 66    |
| 6       | Jim Alves      | Triumph?      | 63    |
| 7       | Tom Ellis      | BSA           | 59    |
| 8       | E. Usher       | ?             | 51    |
| 9       | Brian Martin   | BSA?          | 47    |
| 10      | John Giles     | Triumph?      | 46    |